# Półrole
Półrole – nieoficjalny przysiółek wsi Libusza w Polsce położony w województwie małopolskim, w powiecie gorlickim, w gminie Biecz.
Miejscowość wchodzi w skład sołectwa Libusza.
W latach 1975–1998 miejscowość położona była w województwie krośnieńskim.